# Карпенко Єлисей Андрійович
Єлисе́й Андрі́йович Карпе́нко (нар. 11 (23) червня 1882, Гуляйполе, нині Запорізької області — 24 грудня 1933, Нью-Йорк, США) — український письменник, актор, театральний діяч у США — драматург, режисер, член Всеросійських установчих зборів (Катеринославська виборча округа, список № 5). Псевдоніми: Є. Карпенко-Український, Олег Азовський, Andreu Ira, Степовий гість, Шашура Олександра, Андрій Люшня та інші.

## З біографії
Народився 11 червня 1882 р. у Гуляйполі Катеринославської губернії (тепер Запорізька область), закінчив церковнопарафіяльну школу, наймитував, працював слюсарем на заводі, актором мандрівної трупи.
До 1916 року жив у Гуляйполі і там написав 9 п'єс. У роки громадянської війни разом із театром Миколи Садовського гастролював за кордоном. У 1920–1923 рр. жив у Львові, Празі, Відні. У видавництві «Театр» (Київ-Відень) з'являється ще його 7 п'єс (точна кількість творів автора встановлюється).
1923 року виїхав до США, де став режисером драматичного гуртка імені Івана Тобілевича при Робітничому домі (Нью-Йорк). Помер 24 грудня 1933 року в Нью-Йорку.

## Творчий доробок
Автор драматичних творів «Неприкаяний батько, або розбите щастя» (1907), «Під терновим вінком» (1908), «Полупанки» (1910), «На шляху темряви» (1911), «Під хвилею життя» (1911), «Зійшло сонце та й захмарилось» (1915), «Зоря волі і правди» (1917), «Святого Вечора» (1920) [Архівовано 17 травня 2019 у Wayback Machine.], «Осінньої ночі» (1920) [Архівовано 17 травня 2019 у Wayback Machine.], «Білі ночі» (1920) [Архівовано 22 вересня 2020 у Wayback Machine.], «Момот Нір» (1920) [Архівовано 17 травня 2019 у Wayback Machine.], «Осінні згуки» (1920), «В долині сліз» (1921 [Архівовано 17 травня 2019 у Wayback Machine.]), «Едельвайс» (1921) [Архівовано 22 вересня 2020 у Wayback Machine.], «Земля» (1921) [Архівовано 17 травня 2019 у Wayback Machine.], «З глибини життя» (1921), «Благовіст» (1921), «Похмура Америка» (1926), «Негритянська дівчина» (1927), «В наймах у Доробкевича» (1928), «Бунт» (1928), «Страчене життя» (1928), «Вуглекопи» (1929); повісті «В степах» та ін. Чимало творів («Неприкаянний батько, або Розбите щастя», «Зійшло сонце та й захмарилось», «Під хвилею життя») лишилося неопублікованими.